# La mano del diablo
La mano del diablo es una novela de Douglas Preston y Lincoln Child publicada en inglés por Warner Books en el 2004.
En España fue publicada por Plaza y Janes.
Es la quinta aparición del agente especial Aloysius Pendergast y la primera novela de la Trilogía de Diogenes que también incluye La danza de la muerte (2005) y El libro de los muertos (2006).

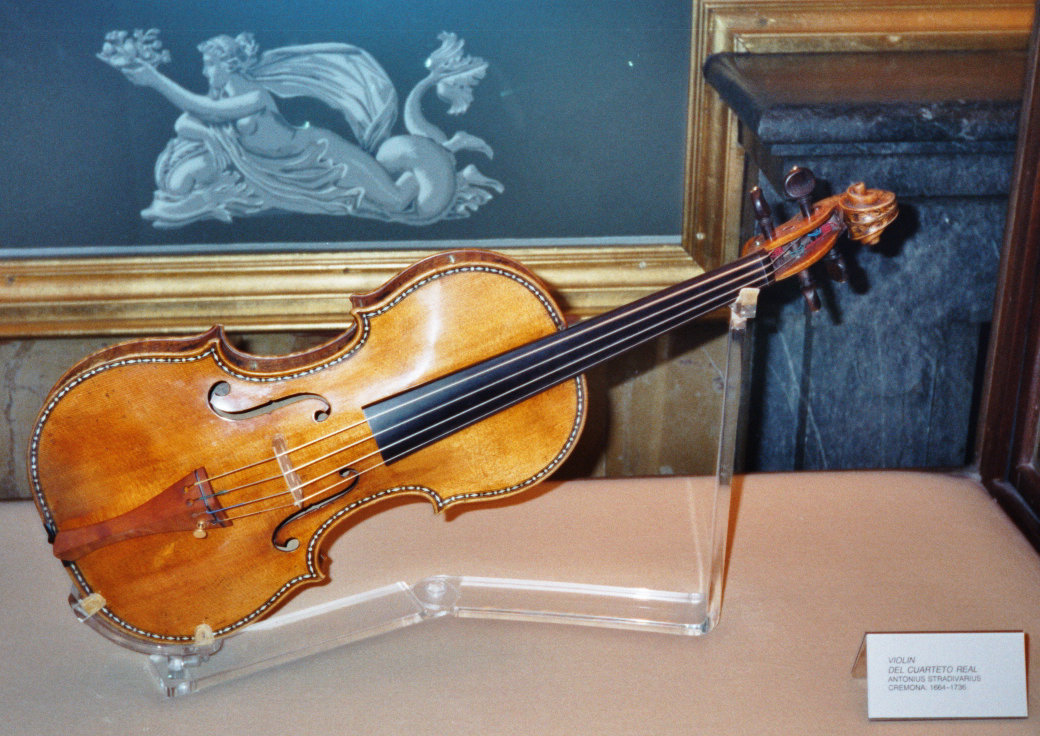
Violín Stradivarius, Palacio Real, Madrid

## Argumento
El agente especial del FBI Aloysius Pendergast y el sargento de policía Vincent D'Agosta, se encuentran en la ciudad de Southampton investigando una serie de crímenes que parecen consecuencia de un pacto con Lucifer.
Su investigación les conduce desde Nueva York hasta Florencia, donde descubren que los asesinatos están relacionados con un valiosísimo violín Stradivarius. Pendergast también recibe noticias de su hermano menor, Diogenes, un psicópata megalómano.